# Matthias Hein
Matthias Hein (* 1985 in Essen) ist ein deutscher Koch.

## Werdegang
Nach der Ausbildung im Hotel Magarethenhöhe in Essen wechselte er zum Restaurant Zur Traube bei Dieter L. Kaufmann  in Grevenbroich (zwei Michelinsterne), dann zum Hotel Louis C. Jacob in Hamburg (2 Sterne). Im September 2012 ging er zum Restaurant Victorian bei Volker Drkosch (ein Michelinstern).
Im Juni 2014 wurde er Küchenchef im Restaurant Victorian in Düsseldorf, das auch unter ihm mit einem Michelinstern ausgezeichnet wurde.
Im Dezember 2017 eröffnete Hein mit dem ehemaligen Kollegen Stefan Stiefelung das Restaurant Ondersch Genusswirtschaft in Oberstdorf, das auch Street Food anbietet.

## Auszeichnungen
- 2013: Ein Michelinstern im Guide Michelin 2014 für das Restaurant Victorian in Düsseldorf